# Isaiah Likely
Isaiah Likely (geboren am 18. April 2000 in Cambridge, Massachusetts) ist ein US-amerikanischer American-Football-Spieler auf der Position des Tight Ends. Er spielte College Football für die Coastal Carolina University und wurde im NFL Draft 2022 in der vierten Runde von den Baltimore Ravens ausgewählt.

## College
Likely spielte Football für die Malden High School in Malden, Massachusetts, bevor er für sein letztes Highschooljahr auf die Everett High School in Everett wechselte. Dort spielte er als Wide Receiver. Ab 2018 ging Likely auf die Coastal Carolina University, um College Football für die Coastal Carolina Chanticleers zu spielen. Als Freshman fing er als Tight End in zwölf Spielen 12 Pässe für 106 Yards. Dabei gelangen Likely fünf Touchdowns, in dieser Saison geteilter Bestwert in seinem Team. In seiner zweiten Saison für Coastal Carolina stand er in sechs von zwölf Spielen in der Startaufstellung, wobei er 32 Pässe für 431 Yards und fünf Touchdowns – erneut Höchstwert bei den Chanticleers – fing. In der Saison 2020 wurde Likely in das All-Star-Team der Sun Belt Conference gewählt, mit 30 gefangenen Pässen für 601 Yards und fünf Touchdowns in elf Spielen erzielte er die meisten Yards Raumgewinn eines Tight Ends in seiner Conference. Die Saison 2021 verlief noch erfolgreicher für Likely, neben einer weiteren Nominierung für die All-Star-Auswahl der Sun Belt Conference war er Halbfinalist bei der Wahl zum John Mackey Award für den besten Tight End im College Football. Likely war in allen 13 Partien Starter und konnte 59 Pässe für 912 Yards und 12 Touchdowns fangen. Sein erfolgreichstes Spiel am College war der Sieg gegen die Arkansas State Red Wolves am sechsten Spieltag seiner vierten und letzten College-Saison, bei dem er mit acht Catches für 232 Yards brillierte und viermal den Weg in die Endzone fand.

## NFL
Likely wurde im NFL Draft 2022 in der vierten Runde an 139. Stelle von den Baltimore Ravens ausgewählt. Er spielte als Rookie eine überzeugende Saisonvorbereitung und fiel vor allem beim zweiten Preseason-Spiel gegen die Arizona Cardinals mit acht gefangenen Pässen für 100 Yards und einen Touchdown auf. Als Ergänzungsspieler nahm Likely in der Regular Season zunächst keine größere Rolle ein. Am achten Spieltag sah er im Thursday Night Game gegen die Tampa Bay Buccaneers deutlich mehr Spielzeit, nachdem Mark Andrews das Feld im zweiten Viertel verletzungsbedingt hatte verlassen müssen, und konnte sich dabei ins Rampenlicht spielen. Likely fing sechs Pässe für 77 Yards, dabei gelang ihm sein erster Touchdown in der NFL, durch den die Ravens in Führung gingen. Zudem eroberte er zum Ende der Partie einen Onside Kick der Buccaneers und sicherte damit den 27:22-Sieg für Baltimore. Am 18. Spieltag hatte Likely gegen die Cincinnati Bengals sein bis dahin erfolgreichstes Spiel, als die Ravens ihre Stammspieler für die Play-offs schonten und er acht Pässe für 103 Yards fangen konnte. Insgesamt gelangen ihm in seiner ersten NFL-Saison 36 gefangene Pässe für 373 Yards und drei Touchdowns. In der Saison 2023 war Likely erneut Nummer-zwei-Tight-End der Ravens und war in acht Spiele aufgrund von Verletzung von Andrews Starter. Er fing 30 Pässe für 411 Yards und fünf Touchdowns.

### NFL-Statistiken
| 2022                               | Baltimore Ravens | 16 | 2  | 36  | 373  | 10,4 | 34 | 3  | 0 | 0 |
| 2023                               | Baltimore Ravens | 17 | 8  | 30  | 411  | 13,7 | 54 | 5  | 0 | 0 |
| 2024                               | Baltimore Ravens | 16 | 9  | 42  | 477  | 11,4 | 49 | 6  | 1 | 1 |
| Total                              | Total            | 49 | 19 | 108 | 1261 | 11,7 | 54 | 14 | 1 | 1 |
| Quelle: pro-football-reference.com |                  |    |    |     |      |      |    |    |   |   |